# Kažani
Kažani (mazedonisch Кажани; albanisch definit Kazhanja, indefinit Kazhanjë) ist ein Dorf in der Gemeinde Bitola in der Region Pelagonien in Nordmazedonien. Es hat 31 Einwohner, 21 davon sind Mazedonier, acht Albaner und zwei Türken (Stand: 2021).

## Verkehr
Während des Ersten Weltkriegs verlegten deutsche Streitkräfte die mehr als 37 km lange Feldbahn Murgaš–Kažani von Demir Hisar nach Kažani.
Kažani ist ein Straßendorf entlang der alten Straße zwischen Bitola im Osten und Resen im Westen. Die neuere Avtopat A3, die Teil der Europastraße 65 ist, führt um den Ort herum.